# Parti de Gauche
Der Parti de Gauche (Abkürzung: PG; deutsch: Linkspartei) ist eine politische Partei in Frankreich, die sich Ende November 2008 formierte. Die formale Gründung fand am 1. Februar 2009 statt. Angeführt wurde die Partei bis 2014 von Jean-Luc Mélenchon, einem ehemaligen Mitglied des Parti socialiste, und der ehemaligen Grünen-Politikerin Martine Billard.
Bisweilen wird sie als linkspopulistisch klassifiziert.
Bei ihrer Gründung speiste sich die Partei vor allem aus ehemaligen Anhängern des Parti socialiste, denen der Kurs dieser Partei nicht mehr links genug war, aus Bürgerrechts- und Umweltaktivisten sowie aus Kommunisten. 
Im März 2009 beteiligte sich der Parti de Gauche an dem Wahlkampfauftakt des Front de gauche, einer Koalition u. a. mit dem Parti communiste français für die Europawahlen.
Im August 2014 traten Mélenchon und Billard vom Vorsitz der Partei zurück. Seit ihrem 3. Parteitag in Villejuif im Juli 2015 wird die Partei von zwei „Koordinatoren“ geführt. Eine Exekutive von 24 Mitgliedern steht ihnen zur Seite.
Mélenchon gründete im Januar 2017 die Partei La France insoumise, die von der PG unterstützt wird und mit der seither ein Wahlbündnis besteht. Bei den Parlamentswahlen 2022 war die PG so auch Teil des NUPES-Bündnis und bei der Wahl 2024 Mitglied des Nouveau Front populaire.